# Torregrossa

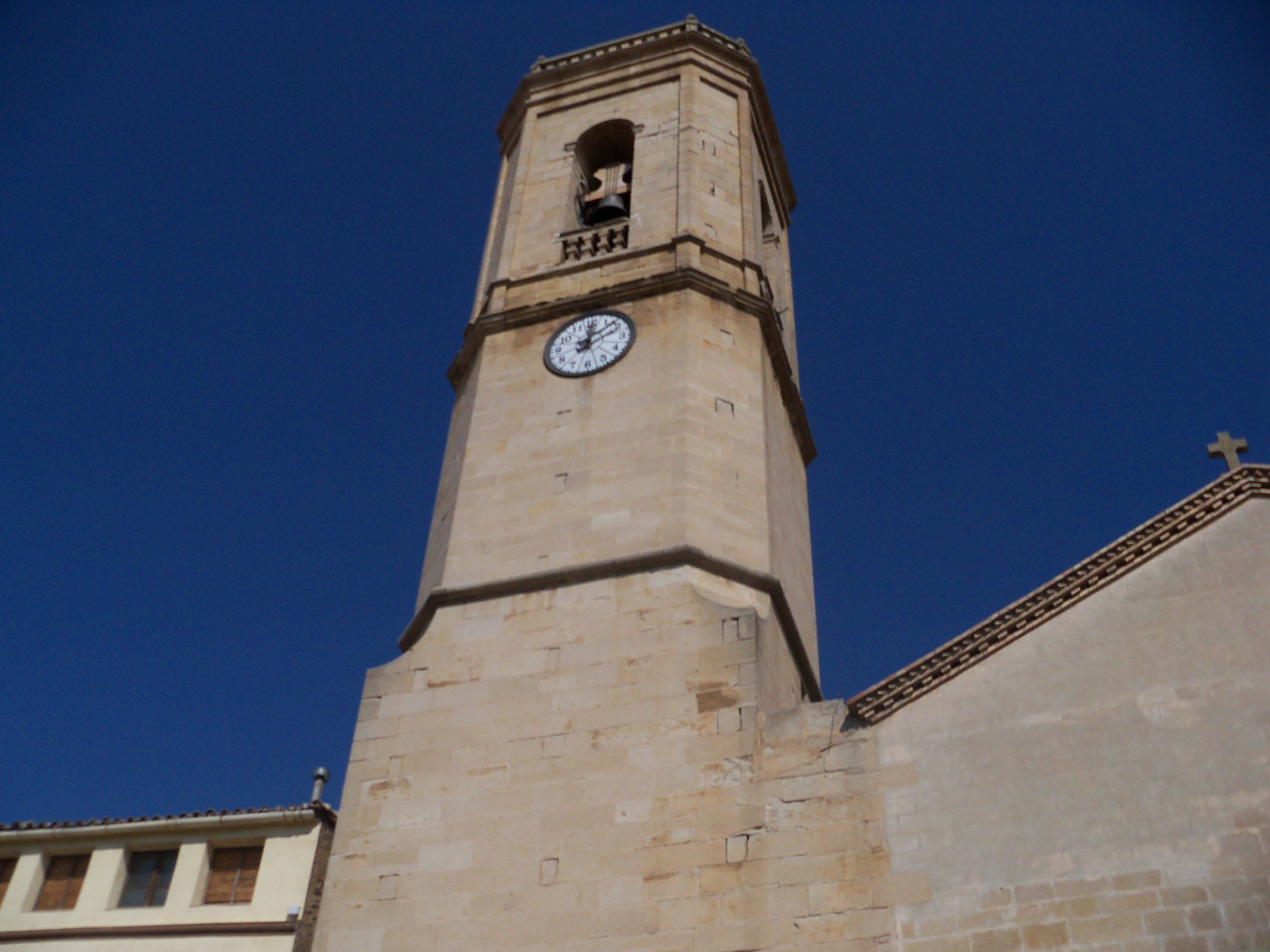
Església Parroquial de Santa Maria de l'Assumpció

Torregrossa és un municipi de la comarca del Pla d'Urgell. Antigament, formava part de la comarca de les Garrigues, es troba al sud del Pla d'Urgell. El municipi està situat en una plana a 232 metres per damunt del mar i amb un paisatge agrícola de sembrats i arbres fruiters.

## Història
El seu origen data de l'època romana, ja que les restes que s'han trobat al Pou Bo són del temps del baix imperi. El 1810 hi va tenir lloc la batalla de Margalef, en què va ser derrotat l'exèrcit espanyol del general O'Donnell, que anava a auxiliar la ciutat de Lleida, assetjada pels francesos. Cal destacar la intensa activitat cultural que hi realitzen les diferents associacions del municipi. Els darrers anys ha nascut la colla de grallers els Descordats.

## Geografia
- Llista de topònims de Torregrossa (Orografia: muntanyes, serres, collades, indrets..; hidrografia: rius, fonts...; edificis: cases, masies, esglésies, etc).

## Demografia
| 1497 f | 1515 f | 1553 f | 1717 | 1787 | 1857  | 1877  | 1887  | 1900  | 1910  |
| ------ | ------ | ------ | ---- | ---- | ----- | ----- | ----- | ----- | ----- |
| 28     | 38     | 53     | 230  | 623  | 1.355 | 1.549 | 1.874 | 1.976 | 2.260 |

| 1920  | 1930  | 1940  | 1950  | 1960  | 1970  | 1981  | 1990  | 1992  | 1994  |
| ----- | ----- | ----- | ----- | ----- | ----- | ----- | ----- | ----- | ----- |
| 2.548 | 2.604 | 2.318 | 2.444 | 2.625 | 2.485 | 2.312 | 2.246 | 2.211 | 2.211 |

| 1996  | 1998  | 2000  | 2002  | 2004  | 2006  | 2008  | 2010  | 2012  | 2014  |
| ----- | ----- | ----- | ----- | ----- | ----- | ----- | ----- | ----- | ----- |
| 2.239 | 2.238 | 2.242 | 2.195 | 2.285 | 2.302 | 2.237 | 2.251 | 2.234 | 2.235 |

| 2016  | 2018  | 2020  | 2022  | 2024  | 2026 | 2028 | 2030 | 2032 | 2034 |
| ----- | ----- | ----- | ----- | ----- | ---- | ---- | ---- | ---- | ---- |
| 2.166 | 2.190 | 2.179 | 2.155 | 2.194 | -    | -    | -    | -    | -    |

## Llocs d'interès
- Església parroquial de Santa Maria de l'Assumpció, amb façana renaixentista i un campanar de mitjan s. XIX. Aquest campanar de la població té una alçària de 33 metres. Es va començar la construcció l'any 1832 en uns terrenys del príncep Pignatelli de Bellmonte, resident a Nàpols, que sostingué un llarg litigi amb l'ajuntament, i que fou resolt l'any 1827. L'església té una façana renaixentista austera, amb la portada emmarcada per columnes adossades i un frontó triangular. Actualment, regeix l'església mossèn Josep Coll i Soler. Les primeres notícies que tenim l'entrada al castell daten de l'any 1172 quan Torregrossa era bastió entre els regnes de Lleida i Siurana. Durant el segle xvi els Montsuar-Avinyó referen el castell de Torregrossa amb elements renaixentistes (portal adovellat).
- Capella votiva de Sant Roc, del s. XVIII. No és fàcil esbrinar l'antiguitat exacta d'aquesta capella. Les primeres notícies són de l'any 1541 que sembla que seria un petit temple fora dels murs del castell. Durant el segle xviii consten noves reformes a la capella. L'any 1748 s'estableix la festa votada el 29 de desembre. L'any 1929 va haver-hi una nova remodelació, que com les altres sempre el que feien era engrandir la capella. Finalment, l'any 1991 es va fer la darrera restauració essent rector de la parròquia, Mn. Josep Coll i Soler
- Ruïnes del poblat ibèric de Margalef. Es troba al sector de ponent del terme, prop de l'encreuament de la carretera de Tarragona a Lleida amb la carretera local procedent de Torregrossa. Formava part de la primitiva església de Santa Maria de Margalef. És la façana, d'arcs apuntats i campanar d'espadanya. Al seu voltant hi ha ceràmica medieval i també prehistòrica, estudiada per E. Junyent i el grup La Femosa d'Artesa de Lleida.
- Col·lecció particular de Llorenç Peiró.
- Col·lecció d'eines antigues de Sebastià Macià.
- Fonteta de Paradell, situada a uns 3,5 km de la població direcció a Lleida, a mà esquerra per la carretera de Margalef. És de l'època islàmica. Les obres del Canal d'Urgell en van destruir una part i solament se'n conserva la façana de pedra.
- Pou Bo, de 19 metres de fondària, data dels segles IV-VI dC. Està situat a la sortida del poble direcció a Bell-lloch. Va ser netejat, i es va descobrir que està recobert de llambordes de pedra de la Floresta i amb uns arcs de punt rodó al fons, de pedra molt ben escairada.
- Monument a la Sardana. A Torregrossa, hi havia en els anys 1960-70 una Agrupació Sardanista que tenia dues colles, "Bons Minyons" i "Torregrossina". L'any 1973, en passar la Flama de la Sardana de Catalunya per la població, s'hi inaugurà el monument a la Sardana, de ferro forjat, obra de C. Teruel.
- Nucli antic, també anomenat l'entrada al castell. En èpoques antigues era un castell, però actualment només en queden les ruïnes.

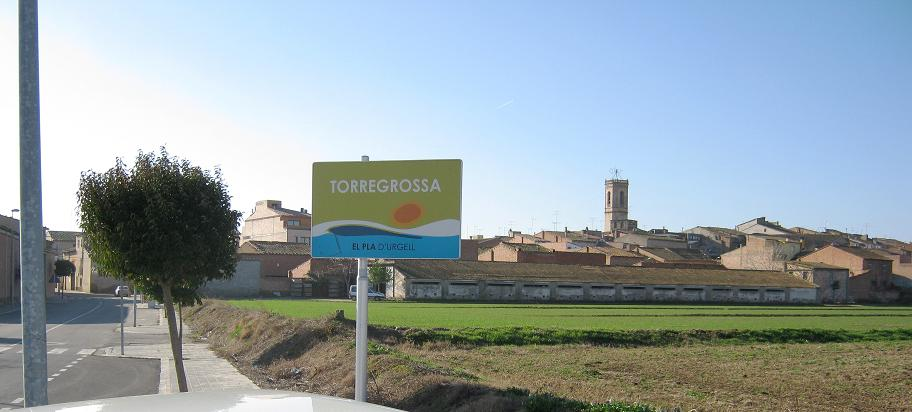
Entrada a Torregrossa des de Mollerussa

## Curiositats
- El Doctor Xavier Iglesias Guiu és natural de Torregrossa. Ginecòleg d'especialitat, és Catedràtic i un metge de referència per a molts ginecòlegs de Barcelona. Com a reconeixement de la seva carrera professional, el poble de Torregrosa li ha dedicat una avinguda, situada al tram de la sortida de la població fins a la carretera de Juneda, anomenada Avinguda Doctor Xavier Iglesias.
- És una de les poques localitats en què és tradició que als bateigs, després de la cerimònia, a l'església es tiren llaminadures, pilotes, globus... des del balcó de la casa on ha nascut el nen o nena.
- Per festa major és típic fer "orelletes": són una mena de coques fines, trencadisses, cruixents, primes i ensucrades, i posteriorment fregides. De grandària considerable, s'han de fregir en cassoles grans. Es fan amb els següents ingredients: ou sencer, llet, oli, sucre, llevat, ratlladura de llimona, sal i anís, i, un cop fregides en oli d'oliva, s'hi tira sucre de llustre per damunt. Com a curiositat, en algunes cases encara estiren la pasta al damunt del genoll.
- Per Setmana Santa és tradició fer "panadons", que es fan amb una base de pasta i es farceixen amb espinacs i panses.